# Harukawa Eizan
Harukawa Eizan fue un pintor de ukiyo-e de estilo Impresión xilográfica japonesa que estuvo activo en 1790. Se cree que su maestro fue Chōbunsai Eishi, y que fue profesor de Harukawa Goshichi. 
Este artista no debe confundirse con Kikukawa Eizan (1787-1867), un pintor posterior de ukiyo-e en Impresión xilográfica.